# Trygonoptera ovalis
Trygonoptera ovalis är en rockeart som beskrevs av Last och Martin F. Gomon 1987. Trygonoptera ovalis ingår i släktet Trygonoptera och familjen Urolophidae. IUCN kategoriserar arten globalt som livskraftig. Inga underarter finns listade i Catalogue of Life.